# Sengir
Sengir est un groupe belge de metal gothique, originaire d'Alost, en Flandre orientale, actif entre 1995 et 2007. La chanteuse Ellen Schutyser joue un rôle clé dans le groupe.

## Histoire
Sengir est formé en 1995, et sort deux premières démo entre 1996 et 1997 sous format cassette audio. Sengir est actif sur la scène heavy metal belge lorsqu'il publie sa dernière démo, Autumn Tears en 2000. En 2003, le groupe publie son premier album studio, Guilty Water,,, sorti au label BuzzVille Records. L'album est enregistré et produit par Xavier Carion, qui avait déjà travaillé pour le groupe belge de thrash metal Channel Zero. La presse belge a critiqué ce premier album, accusant le groupe de ne pas jouer de metal du tout.
Ils jouent deux fois d'affilée au Metal Female Voices Festival en 2003 et 2004. Au sommet de leur carrière, ils jouent deux fois au Graspop Metal Meeting, en 2005 et 2006.
Le groupe change de formation avant de sortir leur deuxième album, Sign of Devotion, en 2006, également chez BuzzVille Records. Ce deuxième album est plus structuré et les réactions de la presse sont plus modérées,. Sengir utilise à la fois le piano et les claviers, un son de steel guitar et place le chant au premier plan. Dans une interview accordée à Metalfan en 2006, la chanteuse Ellen Schutyser déclare à propos des deux albums : « Le premier album a été écrit par quelqu'un qui a quitté le groupe il y a plusieurs années. En fait, on se retrouve avec un groupe totalement nouveau et ça s'entend, bien sûr. On a maintenant des gens qui sont techniquement plus talentueux. Guilty Water était simplement une compilation de chansons qu'on a écrites au fil des ans. On a ensuite mis ces chansons sur un album et c'était notre premier album. Sign of Devotion est beaucoup plus structuré et édifiant. »
Sur le plan thématique, Sengir peut être qualifié de franc-tireur, comparé à d'autres groupes de metal gothique comme Evanescence, Within Temptation, Lacuna Coil et Nightwish. Alors que ces groupes n'hésitent pas à utiliser des éléments fantastiques dans leurs paroles et leurs thèmes, les paroles de Sengir — en particulier sur le deuxième album — sont plutôt banales. Les émotions et les expériences vécues par Sengir et ses membres sont le fil conducteur du style de l'album. Pendant son histoire, le groupe a tourné en Europe avec d'autres groupes comme Nightwish. Sengir se sépare et effectue son dernier concert le 9 novembre 2007.

## Influences
Les influences des membres du groupe sont diverses : Tori Amos, Madonna, Depeche Mode, Paradise Lost, HIM, Anathema, Lacrimosa, Lacuna Coil, Rammstein, The Vision Bleak, Elis, Within Temptation, The Sisters of Mercy, Autumn, Korn, Pantera, Soundgarden et Tool.

## Discographie

### Albums studio
- 2003 : Guilty Water
- 2006 : Sign of Devotion

### Démo
- 2000 : Autumn Tears